# Kirsten Vlieghuis
Kirsten Vlieghuis (ur. 17 maja 1976 w Hengelo) – była holenderska pływaczka specjalizująca się w stylu dowolnym, medalistka olimpijska i mistrzostw Świata i Europy.